# Mark Drakeford
Mark Drakeford (Carmarthen, 1954. szeptember 19. –) walesi politikus, 2018 és 2024 között Wales első minisztere és a Walesi Munkáspárt vezetője. Korábban, 2016 és 2018 között a walesi kormány pénzügyminisztereként, valamint egészségügyi és szociális szolgáltatási miniszterként dolgozott. 
Drakeford a nyugat-walesi Carmarthenben született. Latinul tanult a Kenti Egyetemen majd az Exeteri Egyetemen. 1991 és 1995 között a Swansea-i Egyetem és Kollégium, valamint 1995 és 1999 között a Cardiff-i Egyetem oktatója volt. 2003 és 2013 között a Cardiffi Egyetem szociálpolitikai és alkalmazott társadalomtudományi professzoraként dolgozott.
Drakeford erősen baloldali, a Munkáspárt több olyan markánsan baloldali szervezet támogatta őt megválasztásában, mint például a Momentum. Ő volt az egyetlen kormányzáson lévő politikus az Egyesült Királyságban, aki 2015-ben támogatta Jeremy Corbynt a Munkáspárt országos vezetői tisztségére tett pályázatában.

## Fordítás
Ez a szócikk részben vagy egészben  a   Mark Drakeford című angol Wikipédia-szócikk fordításán alapul.  Az eredeti cikk szerkesztőit annak laptörténete sorolja fel. Ez a jelzés csupán a megfogalmazás eredetét és a szerzői jogokat jelzi, nem szolgál a cikkben szereplő információk forrásmegjelöléseként.
| Előző Carwyn Jones | Wales első minisztere 2018-2024 | Következő Vaughan Gething |